# Eurodanceweb Award
Eurodanceweb Award – utworzony w 2001 roku na Malcie konkurs muzyczny, którego celem jest promocja muzyki dance wyprodukowanej w Europie i krajach śródziemnomorskich.

## Historia
Projekt Eurodanceweb powstał na Malcie latem 2001 roku. Projekt został zainicjowany przez grupę DJ-ów i prezenterów radiowych. Kilka tygodni później, we wrześniu została opublikowana lista uczestników na stronie internetowej.

## Zasady
Każdego roku, zespół redaktorów strony eurodanceweb.com wybiera piosenkę dance najbardziej reprezentatywną dla każdego europejskiego i śródziemnomorskiego państwa.
Nominowane w ten sposób utwory są oceniane przez panel DJ-ów, dziennikarzy, producentów muzycznych, prezenterów i webmasterów stron internetowych i blogów. W wyniku tego głosowania lista utworów jest publikowana pod koniec każdego roku, a utwór, który osiągnie pierwsze miejsce wygrywa nagrodę Eurodanceweb.

## Zwycięzcy
| Rok  | Państwo         | Artysta                     | Piosenka                |
| ---- | --------------- | --------------------------- | ----------------------- |
| 2001 | Chorwacja       | Colonia                     | „Za tvoje snene oči”    |
| 2002 | Słowenia        | Karmen Stavec               | „Še in še”              |
| 2003 | Belgia          | Jessy                       | „Regardez–moi”          |
| 2004 | Bułgaria        | Malina                      | „Leden Svyat”           |
| 2005 | Białoruś        | Natalla Padolska            | „Pozdno” (Trance Remix) |
| 2006 | Szwecja         | Basshunter                  | „Boten Anna”            |
| 2007 | Wielka Brytania | Ultrabeat vs. Darren Styles | „Sure Feels Good”       |
| 2008 | Niemcy          | Alex C. feat. Yass          | „Doktorspiele”          |
| 2009 | Francja         | Angie Be                    | „Soundwaves”            |
| 2010 | Rumunia         | Inna                        | „Sun Is Up”             |
| 2011 | Holandia        | Clokx                       | „Time of My Life”       |
| 2012 | Belgia          | Milk Inc.                   | „Miracle”               |
| 2013 | Norwegia        | Adelén                      | „Bombo”                 |
| 2014 | Belgia          | Kate Ryan                   | „Not Alone”             |